# Clavus falcicosta
Clavus falcicosta é uma espécie de gastrópode do gênero Clavus, pertencente a família Drilliidae.